# Galina Vinogradovová
Galina Vinogradová (rusky Галина Владимировна Виноградова; *10. února 1979) je ruská reprezentantka v orientačním běhu. Jejím největším úspěchem je stříbrná medaile ze štafet na Mistrovství světa v roce 2008 v Olomouci. Tato štafeta běžela ve složení Galina Vinogradova první úsek, Julia Novikovová druhý úsek a Taťána Rjabkinová třetí. V roce 2011 získala v druhém závodě světového poháru ve sprintu zlatou medaili. Závod se běžel ve švédském Göteborgu, jež byl součástí Nordic Orienteering Tour 2011.
Žije v Barnaulu se svým trenérem a manželem Michailem Vinogradovem s nímž má dceru Annu.

## Sportovní kariéra
| Přehled úspěchů na Mistrovství světa | Přehled úspěchů na Mistrovství světa | Přehled úspěchů na Mistrovství světa | Přehled úspěchů na Mistrovství světa | Přehled úspěchů na Mistrovství světa |
| Mistrovství světa                    | Sprint                               | Middle                               | Long                                 | Štafety                              |
| ------------------------------------ | ------------------------------------ | ------------------------------------ | ------------------------------------ | ------------------------------------ |
| Olomouc 2008                         | 4. místo                             | X                                    | X                                    | 2. místo                             |
| Miskolc 2009                         | 20. místo                            | X                                    | 10. místo                            | 6. místo                             |
| Trondheim 2010                       | 15. místo                            | X                                    | 21. místo                            | 9. místo                             |

| Přehled úspěchů na Mistrovství Evropy | Přehled úspěchů na Mistrovství Evropy | Přehled úspěchů na Mistrovství Evropy | Přehled úspěchů na Mistrovství Evropy | Přehled úspěchů na Mistrovství Evropy |
| Mistrovství Evropy                    | Sprint                                | Middle                                | Long                                  | Štafety                               |
| ------------------------------------- | ------------------------------------- | ------------------------------------- | ------------------------------------- | ------------------------------------- |
| Otepää 2006                           | 22. místo                             | X                                     | 39. místo                             | X                                     |
| Ventspils 2008                        | 9. místo                              | X                                     | 37. místo                             | X                                     |
| Primorsko 2010                        | 25. místo                             | X                                     | 27. místo                             | 5. místo                              |

| Přehled úspěchů na Mistrovství světa juniorů | Přehled úspěchů na Mistrovství světa juniorů | Přehled úspěchů na Mistrovství světa juniorů | Přehled úspěchů na Mistrovství světa juniorů | Přehled úspěchů na Mistrovství světa juniorů |
| Mistrovství světa juniorů                    | Sprint                                       | Middle                                       | Long                                         | Štafety                                      |
| -------------------------------------------- | -------------------------------------------- | -------------------------------------------- | -------------------------------------------- | -------------------------------------------- |
| Govora 1996                                  | X                                            | 69. místo                                    | X                                            | X                                            |
| Leopoldsburg 1997                            | X                                            | 50. místo                                    | 53. místo                                    | 4. místo                                     |
| Reims 1998                                   | X                                            | 25. místo                                    | 28. místo                                    | 2. místo                                     |
| Varna 1999                                   | X                                            | X                                            | 20. místo                                    | X                                            |